# Tarento
Con la definizione tarento (タレント?), termine giapponese derivato dall'inglese talent, si indicano alcuni personaggi del geinōkai, ovvero il mondo dello spettacolo giapponese, legati soprattutto all'ambiente televisivo.
Il ruolo dei tarento nei programmi televisivi è molto vario: opinionisti, imitatori, figuranti ecc. Solitamente i tarento, uomini o donne, hanno una carriera breve (uno o due anni), e la loro capacità di guadagno non è molto elevata. Questo accade perché le agenzie  prendono la quota di maggioranza del guadagno del tarento per le apparizioni in TV. Fare il tarento può essere il trampolino di lancio per una carriera nel cinema o anche nella politica. Un noto esempio è quello del famoso regista Takeshi Kitano, che ha mosso i primi passi come tarento.

## Tipologie
I tarento possono essere suddivisi nelle seguenti categorie:

### Gimmicked tarento (caratteristici)
Personaggi famosi per un particolare aspetto fisico o caratteriale che viene ripetuto ed evidenziato in tutte le apparizioni televisive. Esempi recenti sono Yoshio Kojima, Dandy Sakano.

### Owarai tarento (comici)
Owarai in giapponese significa ridere, in questo caso un "talento comico".

### Nepotic tarento (raccomandati)
Tarento caratterizzato da una parentela con personaggi del mondo dello spettacolo, dello sport o della politica. Tra gli esempi più famosi vi sono: Kazushige Nagashima, il figlio di Shigeo Nagashima, ex giocatore di baseball e dirigente dei Yomiuri Giants; Yoshizumi Ishihara il figlio di Shintarō Ishihara il governatore di Tokyo; e Kotarō Koizumi, figlio dell'ex primo ministro Jun'ichirō Koizumi.

### Obaka-Aidoru (belli o “idoli muti”)
Tarento maschili e femminili famosi grazie al proprio aspetto fisico. In questa categoria rientrano molti dei ragazzi che lavorano per l'agenzia Johnny & Associates.

### Gaikokujin tarento (stranieri)
La frase significa letteralmente "talenti stranieri", spesso non asiatici, che sfruttano gli stereotipi e le caricature del loro paese per guadagnare notorietà. Tra i più famosi: Carolyn "Caiya" Kawasaki, una ex modella statunitense, diventata famosa grazie allo stereotipo della donna americana considerata sguaiata e dominante nei confronti del marito, il cantante Mayo Kawasaki. Bobby Ologun, un comico nigeriano, che sfrutta lo stereotipo degli stranieri che hanno perennemente problemi con la lingua giapponese.
Tra i gakokujin tarento italiani spiccano l'opininista/cuoco Francesco Bellissimo, l'opinionista/modello Girolamo Panzetta e la cantante Rosanna Zambon.